# 緋色の椅子
『緋色の椅子』（ひいろのいす）は、緑川ゆきによる日本の漫画作品。2001年から2004年に、『LaLa DX』（白泉社）に掲載された。

## 概要
2001年12月8日に発売された『LaLa DX』2002年1月号に読み切り作品として発表。その後、連載作品として同誌2002年5月号から2004年7月号まで掲載され完結。全10話。単行本は同社の花とゆめコミックスから全3巻が発売された。学生を主人公とした作品を描いてきた作者が、初めて現代日本ではない架空の世界を舞台に描いた作品。2012年に文庫版全2巻が発売された。

## あらすじ
貧しく小さな村ニオルズで暮らす少女・セツの幼馴染の少年・ルカリア(ルカ)は実は国王の妾腹の子。王家の血をひく最後の一人となってしまったルカは、王位を継ぐためニオルズから旅立って行った。ところが５年後、国王となったルカを一目見ようと王都にやってきたセツが見たものは、ルカとは全くの別人が｢ルカリア新国王陛下｣として即位している姿だった。ニセ陛下からいきさつを聞いたセツは、ルカを探す旅に出る。

## 主な登場人物
セツ
主人公の少女。貧しく小さな村ニオルズで生まれ育つ。
活発で、何事も決してあきらめない前向きな性格。中性的な外見で男と間違われることもしばしば。剣術の腕が立つ。ルカのことを何より大切に思っている（作者曰く｢ルカ病｣）。
ルカリア（ルカ）
セツの幼馴染の少年。セツと共にニオルズで育つ。
先王の妾腹の子であり、バジ一族によって王族が次々に暗殺されたため最後の王族となる。王都からの迎えと共に王都へ向かう途中で刺客に襲われ重傷を負い、行方不明になる。
陛下
ルカが即位するはずだった王位にいる少年。本名は最終話まで明かされない。
ニオルズの村外れにある大きな橋の下に住む浮浪孤児だったが、唯一の友人であったルカがニオルズから王都へ旅立つ際に同行。ルカが刺客に襲われ行方不明になった後は、ルカの意志によって身代わりとなり緋色の玉座を守っている。
カズナ
国王の世話役。ルカをニオルズに迎えに来た。
元は傭兵で、『赤髪のカズナ』の異名をとる実力派。陛下を支え、彼が身代わりである秘密を守ろうとする。
クレア
バジ家の令嬢。旅の途中で襲われていたところをセツに救われ、親しくなる。
明るく素直な性格だが、愚かな謀略を繰り返すバジ家への反感から、自らの血を呪う一面も。
ナギ
バジ家の次頭でクレアの兄。玉座を狙っている。
キラ女史
ルカの母親の親友。
かつては実力ある女剣士であり、カズナの剣の師でもあった。セツにルカ捜索を依頼する。ナギとは旧知の仲。
ドリィ・ジン
バジ家の元刺客。
元は最果ての街ベルカンに住む貴族の子息であり、クレアとも面識がある。敵討ちのため武者修行の旅をしていたが、セツと出会い、好奇心からセツのルカ捜しに同行する。
仮面の画家
バジ家の元刺客。
鳥の顔のような仮面をつけ、自らが興味を持った人物に声をかけては肖像画を描く。描かれた肖像画は『肖像画の間』と呼ばれる部屋に片っぱしから飾られている。
ヨダカ
ルカの母。
キラとは同郷から王都に出て来た親友同士で、ともに国王軍の実力者であった。しかし先代国王と恋に落ちたことで凋落し、国王を誑かした悪女として王都から追放される。辺境ニオルズでルカを産み、やがて病で死亡した。

## 書誌情報
- 緑川ゆき 『緋色の椅子』 白泉社〈花とゆめコミックス〉、全3巻
  1. 2002年12月10日初版発行、ISBN 4-592-17298-1
  2. 2004年1月10日初版発行、ISBN 4-592-17299-X
  3. 2004年9月10日初版発行、ISBN 4-592-17300-7
- 緑川ゆき 『緋色の椅子』 白泉社〈白泉社文庫〉、全2巻
  1. 2012年1月17日発売、ISBN 978-4-592-88851-2
  2. 2012年1月17日発売、ISBN 978-4-592-88852-9